# Лафит, Ясмин
Ясмин Лафит (англ. Yasmine Lafitte, род. 1 октября 1973 года) — французская порноактриса марокканского происхождения, выступающая под псевдонимом Ясмин.

## Биография
Ясмин родилась в мусульманской семье в Тахар Сук — небольшой деревне в Марокко. Когда ей было всего пять месяцев, её родители переехали во Францию, в Лион. В возрасте 18 лет, сразу после окончания старшей школы, Ясмин покинула свой дом. Она стала учиться на медсестру и работала официанткой, чтобы оплатить обучение.
В 2004 году она вместе со своим парнем прочитала в одной из газет, что небольшой порностудии требуются любительские пары для съёмок в порнофильмах, и они решили попробовать сняться. В 2006 году Ясмин снялась в эпизоде разговорного шоу TF1 La Méthode Cauet, после чего её фотографии появились на обложках журналов. Тогда же она дала ряд интервью и стала моделью журнала FHM. В 2007 году она подписала эксклюзивный контракт с Marc Dorcel. В том же году она сыграла одну из главных ролей в фильме Дэниеля Арбида A Lost Man, который был показан на Каннском кинофестивале 2007 года. В 2008 году Ясмин сыграла второстепенную роль в фильме Оливера Маршала The Last Deadly Mission. После работы в нескольких международных студиях в феврале 2007 года она заявила, что покидает порноиндустрию и собирается сниматься в традиционных фильмах .
В 2005 году основала вместе со своим мужем Оливье Лафитом компанию Alko productions.
В ноябре 2012 года появилась в сериале «Военная хроника» в эпизоде «Трое на матче».

## Награды и номинации
| Год  | Церемония         | Категория                               | Работа | Результаты |
| ---- | ----------------- | --------------------------------------- | ------ | ---------- |
| 2007 | Eroticline Awards | Лучшая европейская актриса              |        | Победа     |
| 2007 | X Awards          | Лучшая актриса                          |        | Победа     |
| 2008 | X Awards          | Лучшая актриса                          |        | Победа     |
| 2008 | Eroticline Awards | Лучшая европейская актриса              |        | Победа     |
| 2008 | AVN Award         | Лучшая иностранная исполнительница года |        | Номинация  |
| 2009 | AVN Award         | Лучшая иностранная исполнительница года |        | Номинация  |
| 2010 | AVN Award         | Лучшая иностранная исполнительница года |        | Номинация  |